# پرونده دودویی

پروندهٔ دودویی یا فایل دودویی (به انگلیسی: Binary file) یک پرونده رایانه‌ای است که می‌تواند دارای گونه‌های گوناگونِ داده‌ها باشد، که برای ذخیره در رایانه و انگیزهٔ پردازش به صورت رمزی درآمده است. برای نمونه اسناد رایانه‌ای (Computer document files) که دارای نوشته ریخت‌دار (با فرمت) هستند.
بسیاری از گونه‌های پرونده‌های دودویی دارای بخش‌هایی هستند که می‌تواند به نوشته و متن برگردانده شود. پرونده‌های دودویی که فقط از داده‌های متنی و نوشتاری تشکیل شده‌اند را Plain Text Files (پرونده‌های نوشتاری ساده/یکدست) می‌نامند. در بسیاری از موارد پرونده‌های نوشتاری ساده (Plain Text Files) را با پرونده‌های دودویی متفاوت می‌دانند چون پرونده‌های دودویی از چیزی بیش‌تر از متن ساده تشکیل شده‌اند.